# تشارلز ارين إيتون
تشارلز ارين إيتون (بالإنجليزية: Charles Warren Eaton)‏ هو رسام أمريكي، ولد في 22 فبراير 1857 في ألباني في الولايات المتحدة، وتوفي في 1937 في مونتكلير ‏ في الولايات المتحدة.